# Prefektura apostolska Sahary Zachodniej
Prefektura Apostolska Sahary Zachodniej (łac.: Praefectura Apostolica de Sahara Occidentali) – rzymskokatolicka prefektura apostolska w Saharze Zachodniej. 
Siedziba prefekta apostolskiego znajduje się w Al-Ujun i została ustanowiona podczas hiszpańskiej kolonizacji w 1954 roku. Swoim zasięgiem obejmuje terytorium okupowane przez Maroko – Saharę Zachodnią. Podlega bezpośrednio pod Stolicę Apostolską.
Na stałe przebywa tam czterech księży katolickich; funkcję prefekta pełni Mario León Dorado.
Według danych z 1969 roku pod Prefekturę podlegało 22 512 wiernych, głównie hiszpańskich osadników. 2022 roku jest to 340 wiernych, spośród których znaczna część to obcokrajowcy pracujący w MINURSO.

## Historia
- 5 lipca 1954 – utworzenie Prefektury Apostolskiej Sahary Hiszpańskiej i Ifni[2]
- 2 lipca 1970 – zmiana nazwy na Prefekturę Apostolską Sahary Hiszpańskiej
- 2 maja 1976 – zmiana nazwy na Prefekturę Apostolską Sahary Zachodniej

## Główne świątynie
- Katedra św. Franciszka z Asyżu w Al-Ujun
- Kościół Matki Bożej z Góry Karmel w Ad-Dachla.